# Popis hrvatskih veleposlanika u Švicarskoj
Republika Hrvatska i Švicarska Konfederacija održavaju diplomatske odnose od 30. siječnja 1992. Sjedište veleposlanstva je u Bernu.

## Veleposlanici
Veleposlanstvo Republike Hrvatske u Švicarskoj Konfederaciji osnovano je odlukom predsjednika Republike od 11. ožujka 1992
| Veleposlanik       | Postavljenje       | Opoziv              | Sjedište |
| ------------------ | ------------------ | ------------------- | -------- |
| Zdenko Škrabalo    | 3. travnja 1992.   | 1. siječnja 1996.   | Bern     |
| Petar Šarčević     | 22. siječnja 1996. | 1. kolovoza 1999.   | Bern     |
| Miroslav Međimorec | 2. kolovoza 1999.  | 31. listopada 2000. | Bern     |
| Vice Vukov         | 15. siječnja 2001. | 30. srpnja 2001.    | Bern     |
| Mladen Andrlić     | 27. veljače 2002.  | 30. lipnja 2007.    | Bern     |
| Jakša Muljačić     | 20. srpnja 2007.   | 31. kolovoza 2012.  | Bern     |
| Aleksandar Heina   | 1. rujna 2012.     | 31. kolovoza 2017.  | Bern     |
| Andrea Bekić       | 1. rujna 2018.     |                     | Bern     |

## Vanjske poveznice
- Švicarska na stranici MVEP-a